# مختبر علوم وتكنولوجيا الدفاع
مختبر علوم وتكنولوجيا الدفاع (Defence Science and Technology Laboratory (Dstl)) هو وكالة تنفيذية تابعة لوزارة الدفاع في المملكة المتحدة. والغرض المعلن منه هو «تعظيم تأثير العلوم والتكنولوجيا للدفاع والأمن في المملكة المتحدة». يرأس الوكالة دوج أومبيرز بصفته الرئيس التنفيذي (المؤقت)،  ويترأس مجلس الإدارة أدريان بيلتون. تقع المسؤولية الوزارية على عاتق وزير مشتريات الدفاع.

## خلفية تاريخية
تم تشكيل مختبر علوم وتكنولوجيا الدفاع من انقسام يوليو 2001 لوكالة التقييم والبحوث الدفاعية (DERA). تم إنشاء مختبر علوم وتكنولوجيا الدفاع لتنفيذ والاحتفاظ بالعمل العلمي والتكنولوجي الأفضل أداءً داخل الحكومة،  بينما تم نقل العمل الذي يمكن أن تقوم به الصناعة (التي تشكل غالبية أنشطة DERA) إلى Qinetiq ، وهي شركة مملوكة للحكومة تم طرحه لاحقًا في البورصة. احتضنت مختبر علوم وتكنولوجيا الدفاع مركز وزارة الداخلية للعلوم التطبيقية والتكنولوجيا (CAST) في أبريل 2018 ،  وتولت الوزارة دور  لتطبيق العلم والتكنولوجيا لدعم عمليات وزارة الداخلية والتسليم في الخطوط الأمامية، وتقديم أدلة لدعم السياسة، وأداء وظائف تنظيمية معينة.

## الهيكل التنظيمي
يأتي معظم تمويل مختبر علوم وتكنولوجيا الدفاع من وزارة الدفاع، بينما يأتي جزء صغير من الإدارات الحكومية والمصادر التجارية الأخرى. في 2016/2017، جاء 91٪ من دخل مختبر علوم وتكنولوجيا الدفاع البالغ 587 مليون جنيه إسترليني من وزارة الدفاع.
في أبريل 2015، أكملت مختبر علوم وتكنولوجيا الدفاع عملية إعادة تنظيم رئيسية، حيث دمجت اثني عشر إدارة تشغيلية في خمسة أقسام. كان الدافع وراء هذا التغيير هو تمكين التسليم الأكثر تماسكًا وإنتاجية للعملاء وتبسيط طرق الوصول للموردين.

### الإدارةوالقيادة
- مارتن إيرويكر (2001–06): الرئيس التنفيذي منذ إنشائه في عام 2001 ، حتى غادره في عام 2006 إلى متحف العلوم.[10]
- الدكتورة فرانسيس سوندرز (2006-11): تولى منصب الرئيس التنفيذي بالإنابة في مايو 2006 [11] وتم تعيينه كرئيس تنفيذي في أغسطس 2007.[12] [13] في 29 يونيو 2011، أعلنت سوندرز للموظفين أنه تم الإعلان عن وظيفتها وأنها لن تتقدم بطلب.[14]
- جوناثان لايل (2012-2017): مدير سابق لمكتب البرامج في مختبر علوم وتكنولوجيا الدفاع، شغل منصب التمثيل وتم تعيينه في مارس 2012.[15]
- ديفيد مارش: الرئيس التنفيذي بالإنابة من سبتمبر 2017 إلى يناير 2018. [16]
- غاري أيتكينهيد [17] (2018-2021).[16]

## العمليات
بعد عملية مراجعة واستشارة بدأها كبير المستشارين العلميين بوزارة الدفاع (CSA)، أصبحت مسؤولة عن صياغة وتكليف وزارة الدفاع ببرنامج البحوث غير النووية اعتبارًا من 1 أبريل 2010، تحت مسؤولية مكتب برنامج وزارة الدفاع.  داخل مكتب البرنامج، كان هناك 16 مجالًا  مع بعضها تم إنشاؤه كمراكز للعلوم والتكنولوجيا، بما في ذلك الدروع والحماية، والتأثير السيبراني، ومكافحة الإرهاب، و CBR (الكيميائية والبيولوجية والإشعاعية). تمول هذه المراكز الأبحاث عبر مركز مؤسسة الدفاع،  أيضًا جزء من مكتب البرامج.
أوصت مراجعة لاحقة بقيادة وزارة الدفاع الكندي في عام 2015 حول قدرة وزارة الدفاع في مجال العلوم والتكنولوجيا بضرورة أن يكون التكليف بالعلوم والتكنولوجيا مستقلاً عن التسليم. بعد ذلك، تم نقل دور التكليف إلى علوم وتكنولوجيا الدفاع (DST) داخل المكتب الرئيسي لوزارة الدفاع، مع تركيز مختبر علوم وتكنولوجيا الدفاع على التسليم.
في إطار مراجعة الأمن والدفاع الاستراتيجي لعام 2015، كان هناك اقتراح لإنشاء «خدمة مدعومة من الحكومة مصممة لمساعدة الشركات الصغيرة والمتوسطة الحجم على طرح أفكار جديدة في السوق بسرعة أكبر». في عام 2016، أعلن وزير الدفاع مايكل فالون أن هذا «مسرع الدفاع والأمن»  سيكون لديه حق الوصول إلى صندوق ابتكار قيمته 800 مليون جنيه إسترليني ويبني على نموذج «مركز مؤسسة الدفاع»، الذي يعمل داخل مختبر علوم وتكنولوجيا الدفاع.
في عام 2017، بدأت مختبر علوم وتكنولوجيا الدفاع برنامجًا مدته خمس سنوات للابتكار في علوم الفضاء. في عام 2019، افتتحت مختبر علوم وتكنولوجيا الدفاع محطة تحكم أرضية ساتلية جديدة في Portsdown West لدعم أبحاث الفضاء المستقبلية.
في مارس 2020، بدأ علماء من مختبر علوم وتكنولوجيا الدفاع في دعم Public Health England لفهم COVID-19 بشكل أفضل أثناء وباء COVID-19 في المملكة المتحدة. بحلول يناير 2021، قيل إن حوالي 300 عالم شاركوا في دعم مرض فيروس كورونا 2019.

### ابحاث السحابة
ابحاث السحابة (Research Cloud (أو R-Cloud)) هو سوق سلسلة التوريد الخاص بمختبر أبحاث العلوم والتكنولوجيا. [35] تم إطلاق الإصدار 4 في 1 ديسمبر 2020.تغطي أطر عمل R-Cloud ثمانية «مجالات للقدرات»:
- القيادة والسيطرة والاتصالات والحواسيب والاستخبارات والمراقبة والاستطلاع
- المواد الكيميائية والبيولوجية والإشعاعية والنووية
- مكافحة الإرهاب والأمن
- علوم السايبر
- القدرة البشرية
- البقاء على قيد الحياة المتكاملة
- أنظمة المنصات
- الأسلحة.[34]

## مواقع العمل
Current sites include:
- ألفرستوك [الإنجليزية], Hampshire (as a tenant of the Institute of Naval Medicine)
- Fort Halstead, Kent (departure planned)[35][36]
- Harwell Science and Innovation Campus, Oxfordshire
- Langhurst, West Sussex
- Porton Down, Wiltshire (headquarters)
- Portsdown West, Hampshire
- Sandridge, Hertfordshire

The functions of the two former CAST sites – Sandridge and Langhurst – will be transferred to Dstl's core sites of Porton Down and Portsdown West by 2020.
Sections of 150-millimetre-thick (5.9 in) pre-atomic steel plate uncontaminated with نويدة مشعة، recovered from HMS Vanguard, were used for the shielding of the whole body monitor at the Radiobiological Research Laboratory (now Dstl) at ألفرستوك [الإنجليزية]، غوسبورت، Hampshire.

## الانبثاق

### ابتكارات Ploughshare
في أبريل 2005  تم تشكيل شركة نقل التكنولوجيا Ploughshare Innovations Ltd لإدارة واستغلال الملكية الفكرية داخل مختبر علوم وتكنولوجيا الدفاع. نجحت مختبر علوم وتكنولوجيا الدفاع و Ploughshare Innovations في تكوين العديد من الشركات الجديدة بما في ذلك Alaska Food Diagnostics  و P2i Ltd.